# Свозовское сельское поселение
Свозовское сельское поселение — административная единица в Судиславском районе Костромской области России.

## Населённые пункты
В состав поселения входят населённые пункты:
- Бортниково,
- Воркуновка,
- Исаево,
- Коеваново,
- Конюхово,
- Копылово,
- Копыловка,
- Красниково,
- Кузьмино,
- Левино,
- Охотино,
- Первушино,
- Погорелки,
- Подольново,
- Путоргино,
- Рудино,
- Сельцо,
- Свозово,
- Спас-Верховье,
- Тюрино,
- Шаврино,
- Шестаково.